# 立杭燒

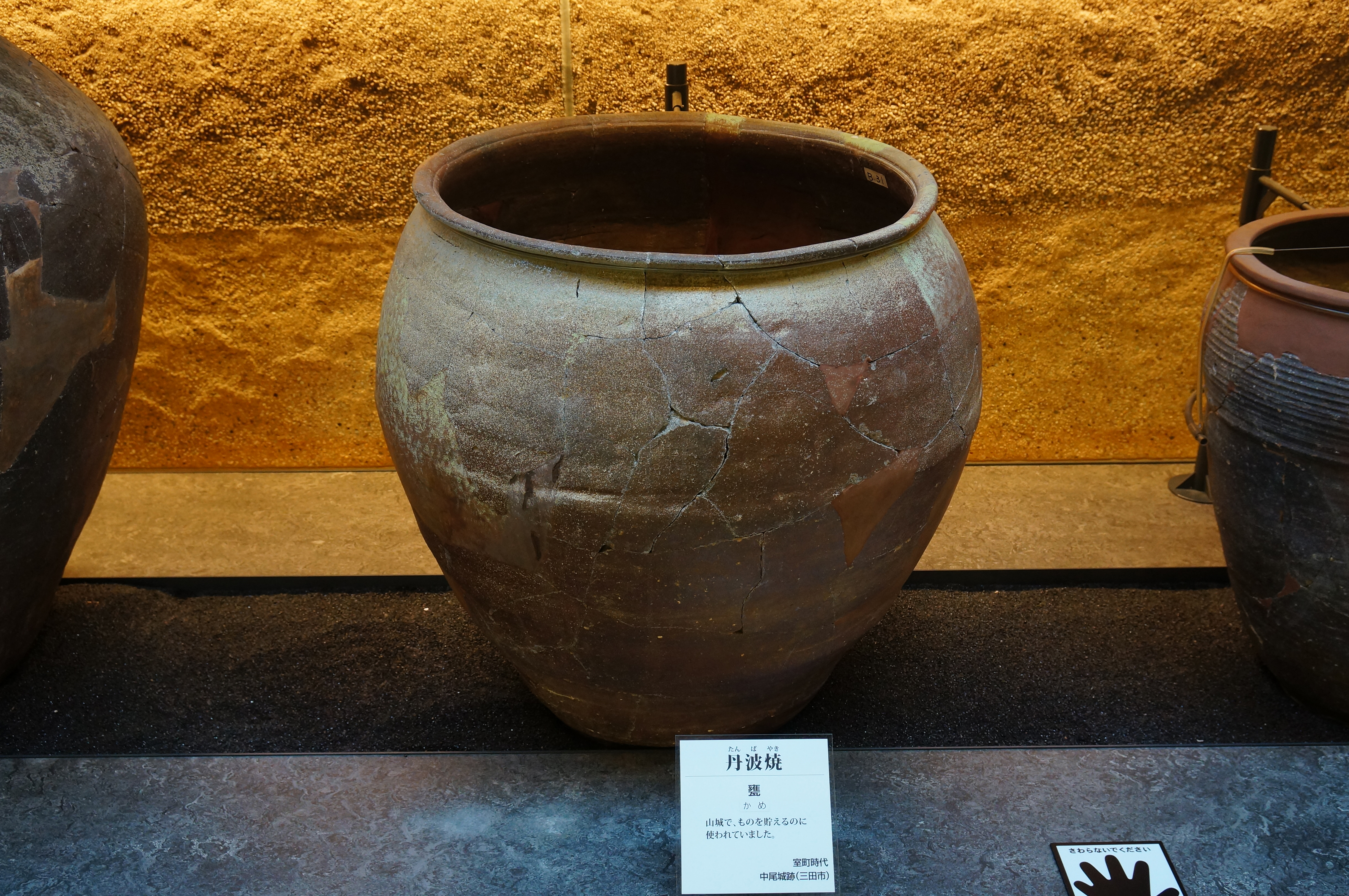
立杭燒

立杭燒起源於平安時代末期至鐮倉時代初期，產於日本兵庫縣筱山市、三田市等地一帶，當地古名立杭遂將這種陶器命名為立杭燒，堪稱日本最有名的六大古窯之一。
過去立杭燒成品大多作為壺、花瓶、碗、甕等實用用途，供當地人日常生活使用，使用較傳統的穴窯，並未使用釉藥，單單利用窯中的煙、灰而產生自然的光澤，而且兵庫縣立杭的土壤中含有豐富的鐵質，兩相加乘下使作品產生萌黃色的釉色，形成一種沉穩厚重之美，由於製作方式跟作品性質都與後期不同，這段時間的作品被稱為古丹波或小野原燒。
立杭燒從安土桃山時代末期，因為豐臣秀吉出兵朝鮮半島。從朝鮮帶回了陶瓷工匠，進而帶回腳踢式轆轤等製作陶瓷的新技術，並且改將窯建在傾斜的坡上，名為「登窯」（一種傾斜式的窯），也因為京都文化和美濃燒的影響而開始使用灰釉和鐵釉替作品上色，利用釉藥和窯中松柴灰產生的窯變，形成名為「灰被」的獨特顏色和花紋。
進入江戶時代後，製作立杭燒的工匠受到知名茶人兼園藝師小堀政一影響，開始大量生產茶碗、茶入、水指等茶器，並出現很多銘器，因而受當地領主篠山藩的保護育成，陸續出現多名出色陶藝家，在江戶後期也興起將栗皮納入釉色的栗皮釉以及搭配白色化妝土為陶器上色，使立杭燒趨向多彩化。
立杭燒於 1978年被日本指定為國家傳統工藝品，如今在今田町上立杭、下立杭及釜屋地區，還有60多個窯。